# Европейская христианская политическая партия
Европейская христианская политическая партия (ЕХПП; англ. European Christian Political Party, ECPP; до 2025 года — Европейское христианское политическое движение) — европартия, объединяющая национальные партии стран-членов Европейского союза, которые разделяют идеологию христианской демократии. Члены партии, как правило, более социально консервативны и евроскептически настроены, чем члены Европейской народной партии. 
Партия была основана в ноябре 2002 года в Венгрии. Впервые её совет был избран в январе 2005 года, зарегистрирован движение в Нидерландах в сентябре 2005 года. Первым президентом был Пеэтер Вызу из Партии эстонских христианских демократов. Партия объединяет уже тридцать организаций из шестнадцати стран. Молодёжные движения объединяются в организацию ECPYouth, формирование которой началась в 2004 году, первый совет избран летом 2005 года.

## История
Блок начинался как Платформа в ноябре 2002 года, когда представители политических партий из более чем 15 стран решили изучить новые возможности для христианской политики в Европе на конференции «За христианскую Европу» в Венгрии.

## Фонд
Sallux является официальным мозговым центром

## Партии-члены

### Полноправные члены[2]
| Страна         | Партия                                                              | Оригинал.                                           |
| -------------- | ------------------------------------------------------------------- | --------------------------------------------------- |
| Армения        | Христианско-демократический союз Армении                            | арм. Հայաստանի քրիստոնեա-դեմոկրատական միություն     |
| Великобритания | Христианский народный альянс                                        | англ. Christian Peoples Alliance                    |
| Германия       | Партия за работу, окружающую среду и семью — Христиане для Германии | нем. AUF – Partei für Arbeit, Umwelt und Familie    |
| Грузия         | Христианско-демократическое движение                                | груз. ქრისტიანულ-დემოკრატიული მოძრაობა              |
| Евросоюз       | Европейская христианская политическая молодёжь                      | англ. European Christian Political Youth — ECPYouth |
| Латвия         | Христианско-демократический союз                                    | латыш. Kristīgi demokrātiskā savienība              |
| Мальта         | Альянс за перемены                                                  | мальт. Alleanza Bidla                               |
| Молдова        | Христианско-демократическая народная партия                         | рум. Partidul Popular Creştin Democrat, PPCD        |
| Нидерланды     | Реформатская политическая партия                                    | нидерл. Staatkundig Gereformeerde Partij            |
| Нидерланды     | Христианский Союз                                                   | нидерл. ChristenUnie, CU                            |
| Польша         | Правые Речи Посполитой                                              | пол. Prawica Rzeczypospolitej                       |
| Румыния        | Союз болгар румынского Баната                                       | болг. Съюз на българите в Банат Румъния             |
| Румыния        | Христианско-демократическая национал-цэрэнистская партия            | рум. Partidul Național Țărănesc Creștin Democrat    |
| Украина        | Христианско-демократический союз                                    | укр. Християнсько-демократичний союз                |
| Хорватия       | Хорватский рост                                                     | хорв. Hrvatski rast                                 |
| Франция        | Партия христианских демократов                                      | фр. Parti chrétien-démocrate                        |
| Швейцария      | Евангелическая народная партия Швейцарии                            | нем. Evangelische Volkspartei der Schweiz           |
| Эстония        | Партия эстонских христианских демократов                            | эст. Erakond Eesti Kristlikud Demokraadid           |

## Конгрессы
Блок организует проведение двух общих собраний в год. 